# Bia tiến sĩ Văn Miếu Thăng Long

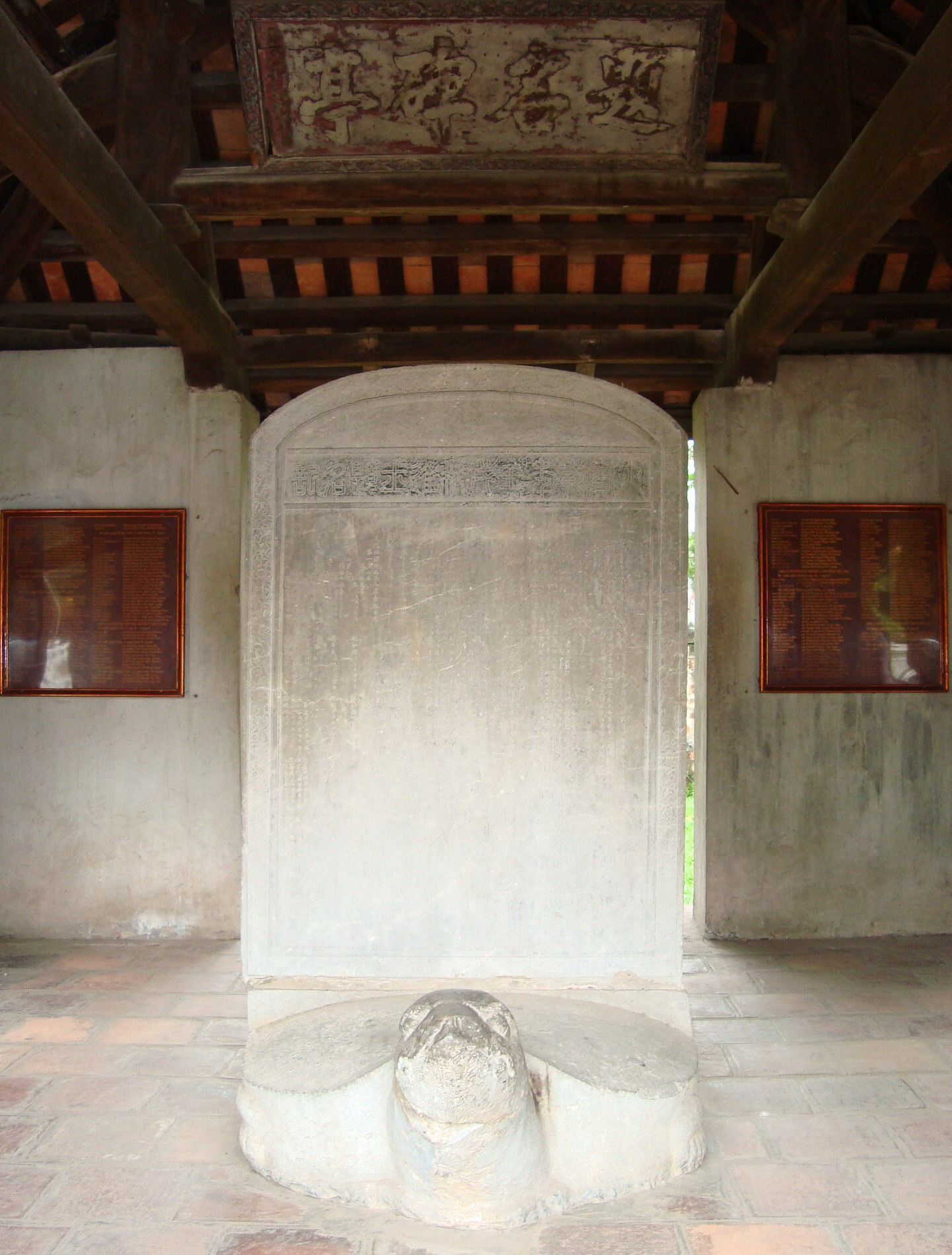
Bia tiến sĩ khoa thi nho học năm Nhâm Tuất (1443) niên hiệu Đại Bảo thứ 3, là bia tiến sĩ đầu tiên của Việt Nam.

Bia tiến sĩ Văn Miếu Thăng Long, hay bia tiến sĩ Văn Miếu-Quốc Tử Giám là các bia đá ghi tên những người đỗ Tiến sĩ các khoa thi thời Lê sơ, thời Mạc và thời Lê trung hưng (1442-1779) tại Văn Miếu - Quốc Tử Giám, Hà Nội, Việt Nam. Các bia đá này đã được UNESCO công nhận là Di sản tư liệu thế giới thuộc Chương trình Ký ức Thế giới vào ngày 9/3/2010, tại Macau, Trung Quốc. Sau Mộc bản triều Nguyễn, Bia Tiến sĩ Văn Miếu là di sản tư liệu thứ hai của Việt Nam được đưa vào danh mục Di sản tư liệu thế giới.

## Lịch sử
Các bia tiến sĩ Văn Miếu Thăng Long được dựng trong thời gian gần 300 năm (từ năm 1484 (niên hiệu Hồng Đức thứ 15) đến năm 1780 (niên hiệu Cảnh Hưng thứ 41), khắc các bài văn bia đề danh tiến sĩ Nho học Việt Nam của các khoa thi Đình từ năm 1442 (niên hiệu Đại Bảo thứ 3) đến năm 1779 (niên hiệu Cảnh Hưng thứ 40). Trong thời gian đó, có 124 khoa thi với 30 khoa thi không được dựng bia và 91 khoa thi được dựng bia nên số lượng bia đầy đủ ở đây phải là 91 tấm bia. Tuy nhiên, do biến thiên của lịch sử mà đến nay chỉ còn 82 tấm bia tiến sĩ, 9 tấm bia đã bị mất. Theo sách Kiến văn tiểu lục của Lê Quý Đôn viết năm 1776 thì lúc đó có 124 khoa thi Tiến sĩ nhưng nay chỉ còn 82 bia. Như vậy 42 khoa thi có bao nhiêu khoa không được dựng bia, bao nhiêu khoa có dựng nhưng đã mất? Theo Đại Việt sử ký toàn thư thì 9 khoa thi những năm 1469, 1472, 1484,  1490,1493, 1499, 1505, 1508 và 1634 đều được dựng bia nhưng nay không thấy có.
Năm 1484, với chủ trương đề cao Nho học và tôn vinh bậc tri thức Nho học đỗ đại khoa, vua Lê Thánh Tông đã cho dựng các tấm bia tiến sĩ đầu tiên tại Văn Miếu-Quốc Tử Giám cho các khoa thi Đình các năm trước đó của nhà Hậu Lê, 7 bia đầu tiên, được dựng năm này. Trong số 7 bia tiến sĩ đầu tiên, thì 2 bia đầu được lập cho hai khoa thi Đình, được lấy làm đại diện, của các triều vua trước, là khoa thi năm 1442 và khoa thi năm 1448, được Lê Thánh Tông cử Trực học sĩ Hàn Lâm Quách Đình Bảo phụ trách xây dựng văn bia, cùng hai vị Đông Các đại học sĩ (sau này cũng là 2 phó soái Tao đàn Nhị thập bát Tú) là: Thân Nhân Trung và Đỗ Nhuận soạn các bài văn bia, và được dựng riêng trong hai bi đình Tả vu, Hữu vu. Số lượng bia tiến sĩ được dựng vào thời đại nhà Lê sơ gồm 12 bia tiến sĩ đầu tiên, cho các khoa thi từ năm 1442 đến năm 1514 (bia tiến sĩ khoa thi năm 1514 được dựng năm 1521). Những người soạn nội dung văn bia đều là các danh nho bậc nhất đương thời của Đại Việt, như các tiến sĩ: Thân Nhân Trung, Đỗ Nhuận, Đào Cử, Đàm Văn Lễ, Lê Ngạn Tuấn, Nguyễn Đôn Phục, Nguyễn Trùng Xác, Lưu Hưng Hiếu, Lê Trung, Vũ Duệ, Vũ Công Dự...
Nhà Mạc do điều kiện đang tiến hành nội chiến với nhà Lê Trung hưng, nên chỉ dựng được 2 bia tiến sĩ tại Văn Miếu-Quốc Tử Giám, mặc dù tổ chức được khá nhiều kỳ thi tiến sĩ Nho học, đó là bia tiến sĩ cho khoa thi năm 1529 (niên hiệu Minh Đức thứ 3), khoa thi đầu tiên của triều Mạc Thái Tổ, và bia tiến sĩ cho khoa thi năm 1518 (niên hiệu Quang Thiệu thứ 3 thuộc triều đại Lê sơ, được dựng năm 1536). Như vậy, trong suốt thời kỳ nhà Mạc nắm giữ kinh thành Thăng Long, với 22 khoa thi Đình được tổ chức, nhưng chỉ có duy nhất một khoa thi tiến sĩ nhà Mạc được dựng bia tại Văn Miếu-Quốc Tử Giám.
Sang triều đại Lê Trung hưng, các kỳ thi tiến sĩ Nho học được khôi phục ngay từ thời triều vua Lê Trung Tông khi đang còn đóng đô ở Thanh Hóa và chưa chiếm lại được Thăng Long, với khoa thi Điện (thi Đình) đầu tiên là khoa thi Chế khoa năm 1554. Sau khi chiếm lại được Thăng Long năm 1592, các kỳ thi Đình được tổ chức đều đặn hơn. Nhưng cũng phải đến năm 1653 (niên hiệu Thịnh Đức thứ nhất), thì nhà Lê Trung hưng mới tiến hành một đợt dựng bia tiến sĩ lớn nhất tại Văn Miếu Thăng Long, Thượng thư Bộ Lễ Dương Trí Trạch được giao tổ chức dựng  25 bia tiến sĩ từ khoa thi năm 1554 đến khoa thi năm 1652.
Sau đó, tới năm 1717 (niên hiệu Vĩnh Thịnh thứ 13), mới lại có đợt dựng bia lớn thứ 2 trong triều đại nhà Lê Trung hưng (do Thám hoa Nguyễn Quý Đức chủ trì), với 21 bia tiến sĩ cho các khoa thi từ năm 1656 đến khoa thi năm 1715. Với hai đợt dựng bia tiến sĩ lớn, sau đó là các lần dựng bia thường xuyên sau mỗi khoa thi (trung bình cứ 1 đến 4 năm sau mỗi khoa lại tiến hành dựng bia tiến sĩ cho khoa thi ngay trước đó, một số khoa dựng bia ngay trong năm thi Đình) cho tới bia tiến sĩ cuối cùng cho khoa thi năm 1779, nhà Lê trung hưng đã dựng phần lớn bia tiến sĩ (68).
Sang triều đại nhà Tây Sơn (không tổ chức thi tiến sĩ Nho học) và đặc biệt là nhà Nguyễn, kinh đô được chuyển vào Phú Xuân-Huế, Văn Miếu Thăng Long không còn là văn miếu quốc gia nữa nên các bia tiến sĩ không còn được dựng tại đây. Nhà Nguyễn bắt đầu cho dựng bia tiến sĩ tại Văn Thánh Miếu Huế từ khoa thi năm 1822.
Năm 1805, vua Gia Long cho xây thêm Khuê Văn Các. Khuê Văn Các gồm có 2 tầng, 8 mái, tầng dưới là bốn trụ gạch, tầng trên là kiến trúc gỗ, bốn mặt đều có cửa sổ tròn với những con tiện tỏa ra bốn phía tượng trưng cho hình ảnh sao Khuê tỏa sáng. Hai bên đi vào bằng hai cổng Bí Văn và Súc Văn. Khuê Văn Các là nơi tổ chức bình các bài thơ hay của các sĩ tử.
Không có thống kê chính thức số tiến sĩ được ghi trên các bia tiến sĩ này, các nguồn khác nhau cho biết trong khoảng thời gian đó đã có từ 1.303 đến 1.323 tiến sĩ , trong số này có 18 trạng nguyên, 21 bảng nhãn và 33 thám hoa. Tuy nhiên, số lượng 82 bia còn lại có thể không đầy đủ và không ghi hết các tên họ các vị tiến sĩ thời ấy.

## Di sản
Với 3 đợt dựng bia tiến sĩ lớn vào các năm 1484 (7 bia), 1653 (27 bia), 1717 (19 bia), xen kẽ 2 giai đoạn dựng bia tiến sĩ thường xuyên vào cuối các triều đại Lê sơ và Lê trung hưng, 82 bia tiến sĩ tại Văn Miếu-Quốc Tử Giám (gồm: 13 bia khắc các khoa tiến sĩ triều đại nhà Lê sơ, 1 bia khắc khoa thi tiến sĩ triều đại nhà Mạc, 68 bia khắc các khoa thi tiến sĩ triều đại nhà Lê trung hưng), đề danh cùng thứ bậc và quê quán của 1304 vị tiến sĩ Nho học (3 người trong số đó là Trịnh Thiết Trường, Nguyễn Nguyên Chẩn và Nguyễn Nhân Bị đều dự thi và đỗ tiến sĩ hai lần).